# 布魯斯特 (麻薩諸塞州普查規定居民點)
布魯斯特（英語：Brewster）是一個位於美國麻薩諸塞州巴恩斯特布爾縣的普查規定居民點。

## 人口
根據2020年美國人口普查的數據，布魯斯特的面積為10.24平方千米，當中陸地面積為10.09平方千米，而水域面積為0.15平方千米。當地共有人口2028人，而人口密度為每平方千米198人。